# Equimosis periorbitaria
 La Equimosis periorbitaria conocida también como ojos de mapache (también conocidos en el Reino Unido e Irlanda como ojos de oso panda) son un signo de fractura de la base del cráneo o hematoma subgaleal, de una craneotomía que rompió las meninges o (raramente) ciertos tipos de cáncer. La hemorragia bilateral ocurre cuando al momento de la fractura facial se desgarran las meninges y hace que los senos venosos durales sangren en las vellosidades aracnoideas y los senos craneales. En términos simples, la sangre de la fractura del cráneo se filtra hacia el tejido blando alrededor de los ojos. Los ojos de mapache pueden ir acompañados de un signo de Battle, que es una equimosis detrás de la oreja. Estos signos pueden ser el único indicio de una fractura de cráneo, ya que puede no mostrarse en una radiografía. Es posible que no aparezcan hasta dos horas después de la lesión. Se recomienda que el paciente no se suene la nariz, tosa vigorosamente ni se esfuerce para evitar que las meninges se desgarren.
La Equimosis periorbitaria puede ser bilateral o unilateral. Si es bilateral, es altamente probable que se trate de fractura de la base del cráneo, con un valor predictivo positivo del 85 %. Son más a menudo asociados con fracturas del fosa craneal anterior.
Los ojos de mapache también pueden ser una señal de neuroblastoma diseminado o de amiloidosis (mieloma múltiple). También pueda ser resultado temporal de una rinoplastia.
Dependiendo de la causa, los ojos de mapache siempre requieren una consulta urgente y tratamiento, que puede ser quirúrgico (fractura facial o post-craneotomía) o médicos (neuroblastoma o amiloidosis).